# Шабо, Жан-Батист
Жан Батист Шабо (фр. Jean-Baptiste Chabot; 1860, Вувре — 1948, Париж) — французский востоковед, католический священник.

## Биография
Родился в семье виноградаря. Окончил семинарию в Туре.
В 1885 году стал помощником священника в Ла-Шапель-на-Луаре.
В 1887 году поступил в Лёвинский университет.
В 1892 году начал печататься как сириолог.
С 1917 года — член Академии надписей и изящной словесности.
С 1924 года — член-корреспондент Академии наук СССР по отделению исторических наук и филологии, разряд восточной словесности (сириология).

## Труды
- La légende de Mar Bassus, martyr persan, suivi de l’histoire de la fondation de son couvent à Apamée. — Trad. Jean-Baptiste Chabot. — Paris, 1893.
- Histoire de Mar Jabalaha III et du moine Rabban Cauma. — Trad. Jean-Baptiste Chabot. — Paris, 1895.
- Le livre de la chasteté, de Jésusdenah, évêque de Basrah. — Trad. Jean-Baptiste Chabot. — Rome, 1896.
- Michel le Syrien. Chronique de Michel le Syrien / J.-B. Chabot (dir.). — Paris: Roger Pearse, 1905.
- Les langues et les littératures araméennes. — Paris, 1910.
- Literature syriaque. — Paris: Bloud and Gay, 1934.